# Paracolax
Paracolax é um gênero de mariposa pertencente à família Erebidae.

## Especias
As especies desse género se encontram principalemente na Asia. Uma so é conhecida da Europa.
- Paracolax albinotata  (Butler, 1879) (do Japão)
- Paracolax albopunctata  Rothschild, 1915 (Nova Guiné)
- Paracolax angulata  (Wileman, 1915) (Japão, Formosa)
- Paracolax bipuncta  Owada, 1982 (do Japão)
- Paracolax brunnescens  Rothschild, 1920
- Paracolax contigua  (Leech, 1900)  (Japão, Formosa, China)
- Paracolax fascialis  (Leech, 1889) (Japão, Sibiria, Coreia)
- Paracolax fentoni  (Butler, 1879) (Japão, Formosa, Coreia, China)
- Paracolax griseata  Rothschild, 1915 (Nova Guiné)
- Paracolax grisescens  Holloway, 2008 (Bornéu)
- Paracolax japonica  Owada, 1987  (Japão)
- Paracolax montanus  Holloway, 2008 (Bornéu)
- Paracolax ocellatus  Holloway, 2008  (Bornéu)
- Paracolax ochrescens  Holloway, 2008 (Bornéu)
- Paracolax pacifica  Inoue, Sugi, Kuroko, Moriuti & Kawabe, 1982
- Paracolax pectinatus  Holloway, 2008 (Bornéu, Malaisia)
- Paracolax pryeri  (Butler, 1879) (Japão, Formosa)
- Paracolax tokui  Inoue, Sugi, Kuroko, Moriuti & Kawabe, 1982 (Japão)
- Paracolax trilinealis  (Bremer, 1864) (Japão, Coreia, Sibiria)
- Paracolax tristalis  (Fabricius, 1794) (Europa até Japão)

## Antigamente incluido nesse genero
- Paracolax castanea  Rothschild, 1920 (Australia)

- Paracolax na funet.fi